# Henkell & Co.

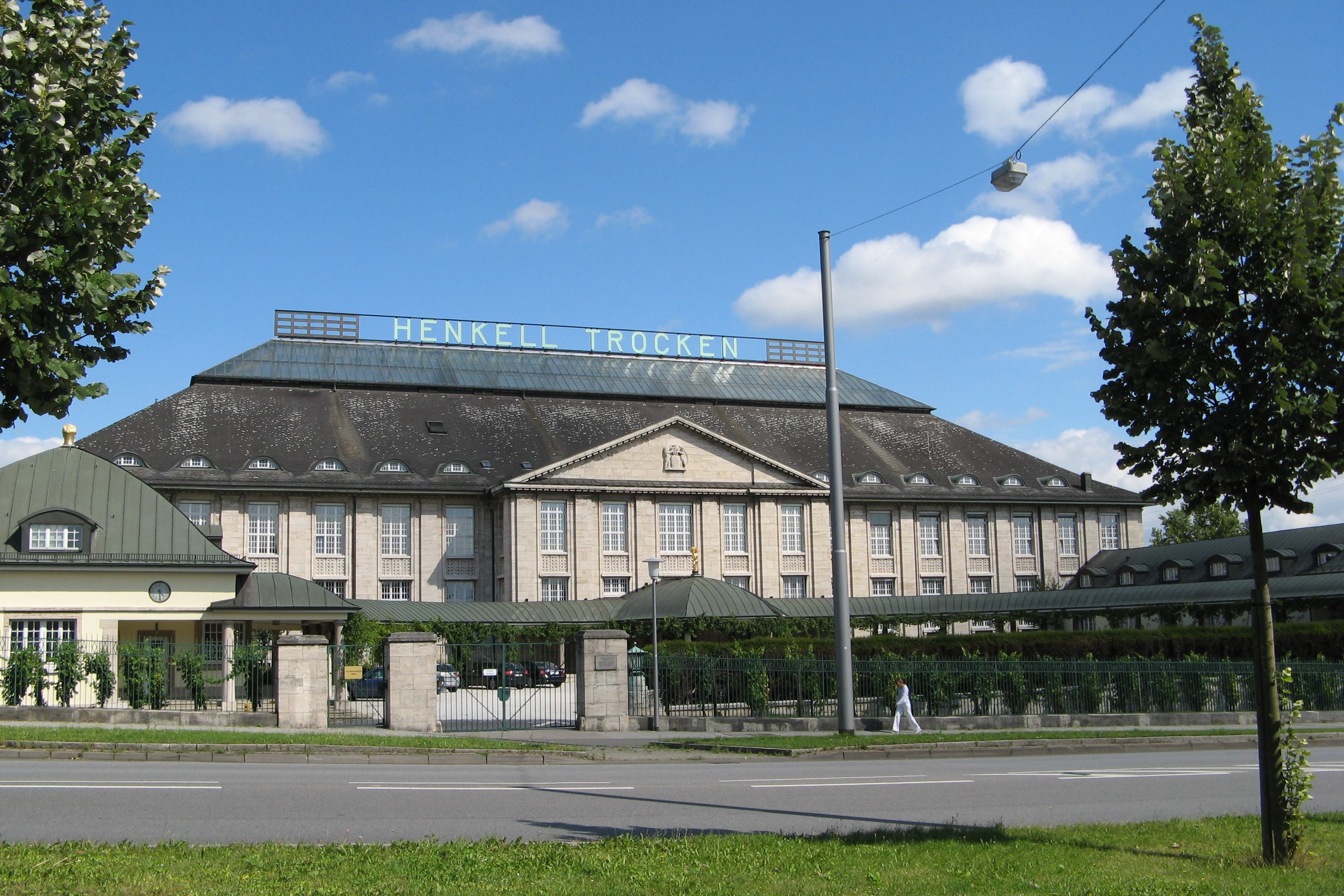
Vestiging van Henkell in Wiesbaden

Henkell & Co. is een Duitse producent van sekt, een Duitse mousserende wijn en het hoofdkantoor staat in Wiesbaden in Hessen.
In 1856 begon Adam Henkell met het maken van mouserende wijn in Mainz. Henkell behoort sinds 1986 tot de Oetker-groep.
In 2018 koopt het moederbedrijf Dr. Oetker iets meer dan de helft van de aandelen in het Spaanse cavamerk Freixenet. Freixenet is een van de grootste cavaproducenten ter wereld, met vestigingen en wijngaarden in Zuid-Amerika, Australië en ook in de Champagnestreek. Omstreeks het jaar van de overname verkocht het ruim 200 miljoen flessen per jaar en had een omzet van ruim € 500 miljoen. In 2019 werd de naam gewijzigd in Henkell Freixenet. 
Het is een van de grootste sektproducenten, met wereldwijd vestigingen. In 2022 behaalde het een omzet van € 1,2 miljard en telde het bedrijf bijna 3600 medewerkers. Europa is veruit de belangrijkste afzetmarkt, hier werd 80% van de omzet gerealiseerd en de overige 20% in Noord-Amerika. Henkell Freixenet distribueert ook nog champagne, prosecco, crémant, cava, wijn en sterke dranken.
Vanaf 2024 verzorgt Henkell Freixenet in Duitsland ook de distributie voor Zamora Company. Onder de overeenkomst vallen merken als Licor 43, Martin Miller’s Gin en Villa Massa.